# Lista över olympiska medaljörer i short track
Detta är en lista över samtliga olympiska medaljörer i short track. 
Short track har varit med i olympiska vinterspelen sedan 1992 som medaljsport, sporten var med 1988 men då bara som demonstrationssport.
I short track tävlar 4-8 åkare samtidigt mot varandra på en oval bana som är 111 meter lång. (Själva rinken, eller isytan är 60 x 30 m vilket är samma storlek som en internationell ishockeyrink)
De individuella distanserna är 500 meter, 1000 meter och 1500 meter. Tävlingar hålls också i stafett med 4 åkare i varje lag, distansen är då 5000 meter för herrar och 3000 meter för damer.
Short track är en snabb sport där de snabbaste når en hastighet av 45 km/h och därför krävs det att man skyddar sig. Nödvändig utrustning är benskydd, knäskydd, halsskydd, handskar och hjälm. Skridskorna som används i short track är speciella med ställbara och böjda skenor som gör att man kan ta kurvorna i hög fart. För att åkarna inte skall skada sig mot den hårda sargen vid fall är hockeyrinken klädd med tjocka dynor. Sporten är idag störst i USA, Kina, Sydkorea och Kanada.

## Damer

### 500 meter
| Spel                            | Guld                  | Silver                   | Brons                       |
| Albertville 1992 Detaljer...    | Cathy Turner (USA)    | Li Yan (CHN)             | Hwang Ok-Sil (PRK)          |
| Lillehammer 1994 Detaljer...    | Cathy Turner (USA)    | Zhang Yanmei (CHN)       | Amy Peterson (USA)          |
| Nagano 1998 Detaljer...         | Annie Perreault (CAN) | Yang Yang (S) (CHN)      | Chun Lee-kyung (KOR)        |
| Salt Lake City 2002 Detaljer... | Yang Yang (A) (CHN)   | Evgenia Radanova (BUL)   | Wang Chunlu (CHN)           |
| Turin 2006 Detaljer...          | Meng Wang (CHN)       | Evgenia Radanova (BUL)   | Anouk Leblanc-Boucher (CAN) |
| Vancouver 2010 Detaljer...      | Meng Wang (CHN)       | Marianne St-Gelais (CAN) | Arianna Fontana (ITA)       |
| Sotji 2014 Detaljer...          | Li Jianrou (CHN)      | Arianna Fontana (ITA)    | Park Seung-hi (KOR)         |
| Pyeongchang 2018 Detaljer...    | Arianna Fontana (ITA) | Yara van Kerkhof (NED)   | Kim Boutin (CAN)            |

### 1 000 meter
| Spel                            | Guld                    | Silver                  | Brons                 |
| Lillehammer 1994 Detaljer...    | Chun Lee-kyung (KOR)    | Nathalie Lambert (CAN)  | Kim So-Hui (KOR)      |
| Nagano 1998 Detaljer...         | Chun Lee-kyung (KOR)    | Yang Yang (S) (CHN)     | Won Hye-Kyung (KOR)   |
| Salt Lake City 2002 Detaljer... | Yang Yang (A) (CHN)     | Ko Gi-hyun (KOR)        | Yang Yang (S) (CHN)   |
| Turin 2006 Detaljer...          | Jin Sun-yu (KOR)        | Meng Wang (CHN)         | Yang Yang (A) (CHN)   |
| Vancouver 2010 Detaljer...      | Meng Wang (CHN)         | Katherine Reutter (USA) | Park Seung-hi (KOR)   |
| Sotji 2014 Detaljer...          | Park Seung-hi (KOR)     | Fan Kexin (CHN)         | Shim Suk-hee (KOR)    |
| Pyeongchang 2018 Detaljer...    | Suzanne Schulting (NED) | Kim Boutin (CAN)        | Arianna Fontana (ITA) |

### 1 500 meter
| Spel                            | Guld                 | Silver               | Brons                  |
| Salt Lake City 2002 Detaljer... | Ko Gi-hyun (KOR)     | Choi Eun-kyung (KOR) | Evgenia Radanova (BUL) |
| Turin 2006 Detaljer...          | Jin Sun-yu (KOR)     | Choi Eun-kyung (KOR) | Meng Wang (CHN)        |
| Vancouver 2010 Detaljer...      | Zhou Yang (CHN)      | Lee Eun-byul (KOR)   | Park Seung-hi (KOR)    |
| Sotji 2014 Detaljer...          | Zhou Yang (CHN)      | Shim Suk-hee (KOR)   | Arianna Fontana (ITA)  |
| Pyeongchang 2018 Detaljer...    | Choi Min-jeong (KOR) | Li Jinyu (CHN)       | Kim Boutin (CAN)       |

### 3 000 meter stafett
| Spel                            | Guld                                                                     | Silver                                                                                | Brons                                                                                  |
| 1992 Albertville Detaljer...    | Kanada Angela Cutrone Sylvie Daigle Nathalie Lambert Annie Perreault     | USA Darcie Dohnal Amy Peterson Cathy Turner Nikki Ziegelmeyer                         | OSS Julija Allagulova Natalja Isakova Viktorija Taranina Julija Vlasova                |
| Lillehammer 1994 Detaljer...    | Sydkorea Chun Lee-kyung Kim So-hee Kim Yoon-mi Won Hye-kyung             | Kanada Christine Boudrias Isabelle Charest Sylvie Daigle Nathalie Lambert             | USA Karen Cashman Amy Peterson Cathy Turner Nikki Ziegelmeyer                          |
| Nagano 1998 Detaljer...         | Sydkorea Chun Lee-kyung Won Hye-kyung An Sang-mi Kim Yun-mi              | Kina Yang Yang (A) Yang Yang (S) Wang Chunlu Sun Dandan                               | Kanada Christine Boudrias Isabelle Charest Annie Perreault Tania Vicent                |
| Salt Lake City 2002 Detaljer... | Sydkorea Choi Eun-kyung Choi Min-kyung Joo Min-jin Park Hye-won          | Kina Sun Dandan Wang Chunlu Yang Yang (A) Yang Yang (S)                               | Kanada Isabelle Charest Marie-Eve Drolet Amélie Goulet-Nadon Alanna Kraus Tania Vicent |
| Turin 2006 Detaljer...          | Sydkorea Byun Chun-sa Choi Eun-kyung Jeon Da-hye Jin Sun-yu Kang Yun-mi  | Kanada Alanna Kraus Anouk Leblanc-Boucher Amanda Overland Kalyna Roberge Tania Vicent | Italien Marta Capurso Arianna Fontana Katia Zini Mara Zini                             |
| Vancouver 2010 Detaljer...      | Kina Sun Linlin Meng Wang Zhang Hui Zhou Yang                            | Kanada Jessica Gregg Kalyna Roberge Marianne St-Gelais Tania Vicent                   | USA Allison Baver Alyson Dudek Lana Gehring Katherine Reutter Kimberly Derrick         |
| Sotji 2014 Detaljer...          | Sydkorea Shim Suk-hee Park Seung-hi Cho Ha-ri Kim A-lang Kong Sang-jeong | Kanada Marie-Ève Drolet Jessica Hewitt Valérie Maltais Marianne St-Gelais             | Italien Arianna Fontana Lucia Peretti Martina Valcepina Elena Viviani                  |
| Pyeongchang 2018 Detaljer...    | Sydkorea Shim Suk-hee Choi Min-jeong Kim Ye-jin Kim A-lang               | Italien Arianna Fontana Lucia Peretti Cecilia Maffei Martina Valcepina                | Nederländerna Suzanne Schulting Yara van Kerkhof Lara van Ruijven Jorien ter Mors      |

## Herrar

### 500 meter
| Spel                            | Guld                     | Silver                        | Brons                         |
| Lillehammer 1994 Detaljer...    | Chae Ji-hoon (KOR)       | Mirko Vuillermin (ITA)        | Nicky Gooch (GBR)             |
| Nagano 1998 Detaljer...         | Takafumi Nishitani (JPN) | An Yulong (CHN)               | Hitoshi Uematsu (JPN)         |
| Salt Lake City 2002 Detaljer... | Marc Gagnon (CAN)        | Jonathan Guilmette (CAN)      | Rusty Smith (USA)             |
| Turin 2006 Detaljer...          | Apolo Ohno (USA)         | François-Louis Tremblay (CAN) | Ahn Hyun-soo (KOR)            |
| Vancouver 2010 Detaljer...      | Charles Hamelin (CAN)    | Sung Si-bak (KOR)             | François-Louis Tremblay (CAN) |
| Sotji 2014 Detaljer...          | Viktor Ahn (RUS)         | Wu Dajing (CHN)               | Charle Cournoyer (CAN)        |
| Pyeongchang 2018 Detaljer...    | Wu Dajing (CHN)          | Hwang Dae-heon (KOR)          | Lim Hyo-jun (KOR)             |

### 1 000 meter
| Spel                            | Guld                  | Silver                   | Brons                  |
| Albertville 1992 Detaljer...    | Kim Ki-hoon (KOR)     | Frédéric Blackburn (CAN) | Lee Joon-ho (KOR)      |
| Lillehammer 1994 Detaljer...    | Kim Ki-hoon (KOR)     | Chae Ji-hoon (KOR)       | Marc Gagnon (CAN)      |
| Nagano 1998 Detaljer...         | Kim Dong-sung (KOR)   | Li Jiajun (CHN)          | Éric Bédard (CAN)      |
| Salt Lake City 2002 Detaljer... | Steven Bradbury (AUS) | Apolo Ohno (USA)         | Mathieu Turcotte (CAN) |
| Turin 2006 Detaljer...          | Ahn Hyun-soo (KOR)    | Lee Ho-suk (KOR)         | Apolo Ohno (USA)       |
| Vancouver 2010 Detaljer...      | Lee Jung-su (KOR)     | Lee Ho-suk (KOR)         | Apolo Ohno (USA)       |
| Sotji 2014 Detaljer...          | Viktor Ahn (RUS)      | Vladimir Grigorjev (RUS) | Sjinkie Knegt (NED)    |
| Pyeongchang 2018 Detaljer...    | Samuel Girard (CAN)   | John-Henry Krueger (USA) | Seo Yi-ra (KOR)        |

### 1 500 meter
| Spel                            | Guld                  | Silver              | Brons                    |
| Salt Lake City 2002 Detaljer... | Apolo Ohno (USA)      | Li Jiajun (CHN)     | Marc Gagnon (CAN)        |
| Turin 2006 Detaljer...          | Ahn Hyun-soo (KOR)    | Lee Ho-suk (KOR)    | Li Jiajun (CHN)          |
| Vancouver 2010 Detaljer...      | Lee Jung-su (KOR)     | Apolo Ohno (USA)    | J. R. Celski (USA)       |
| Sotji 2014 Detaljer...          | Charles Hamelin (CAN) | Han Tianyu (CHN)    | Viktor Ahn (RUS)         |
| Pyeongchang 2018 Detaljer...    | Lim Hyo-jun (KOR)     | Sjinkie Knegt (NED) | Semjon Jelistratov (OAR) |

### 5 000 meter stafett
| Spel                            | Guld                                                                                            | Silver                                                                                         | Brons                                                                     |
| 1992 Albertville Detaljer...    | Sydkorea Kim Ki-hoon Lee Joon-ho Mo Ji-soo Song Jae-kun                                         | Kanada Frédéric Blackburn Laurent Daignault Michel Daignault Sylvain Gagnon Mark Lackie        | Japan Yuichi Akasaka Tatsuyoshi Ishihara Toshinobu Kawai Tsutomu Kawasaki |
| Lillehammer 1994 Detaljer...    | Italien Maurizio Carnino Orazio Fagone Hugo Herrnhof Mirko Vuillermin                           | USA Randy Bartz John Coyle Eric Flaim Andrew Gabel                                             | Australien Steven Bradbury Kieran Hansen Andrew Murtha Richard Nizielski  |
| Nagano 1998 Detaljer...         | Kanada Eric Bédard Derrick Campbell François Drolet Marc Gagnon                                 | Sydkorea Chae Ji-hoon Lee Jun-hwan Lee Ho-eung Kim Dong-sung                                   | Kina Li Jiajun Feng Kai Yuan Ye An Yulong                                 |
| Salt Lake City 2002 Detaljer... | Kanada Eric Bédard Marc Gagnon Jonathan Guilmette Francois-Louis Tremblay Mathieu Turcotte      | Italien Michele Antonioli Maurizio Carnino Fabio Carta Nicola Franceschina Nicola Rodigari     | Kina An Yulong Feng Kai Guo Wei Li Jiajun Li Ye                           |
| Turin 2006 Detaljer...          | Sydkorea Ahn Hyun-soo Lee Ho-suk Oh Se-jong Seo Ho-jin Song Suk-woo                             | Kanada Eric Bédard Jonathan Guilmette Charles Hamelin Francois-Louis Tremblay Mathieu Turcotte | USA Alex Izykowski J. P. Kepka Apolo Ohno Rusty Smith                     |
| Vancouver 2010 Detaljer...      | Kanada Charles Hamelin François Hamelin Olivier Jean François-Louis Tremblay Guillaume Bastille | Sydkorea Kwak Yoon-gy Lee Ho-suk Lee Jung-su Sung Si-bak Kim Seoung-il                         | USA J. R. Celski Travis Jayner Jordan Malone Apolo Ohno Simon Cho         |
| Sotji 2014 Detaljer...          | Ryssland Viktor Ahn Semjon Jelistratov Vladimir Grigorjev Ruslan Zacharov                       | USA Eddy Alvarez J. R. Celski Chris Creveling Jordan Malone                                    | Kina Chen Dequan Han Tianyu Shi Jingnan Wu Dajing                         |
| Pyeongchang 2018 Detaljer...    | Ungern Shaoang Liu Shaolin Sándor Liu Viktor Knoch Csaba Burján                                 | Kina Wu Dajing Han Tianyu Ren Ziwei Xu Hongzhi                                                 | Kanada Samuel Girard Charles Hamelin Charle Cournoyer Pascal Dion         |

## Statistik

### Individuell medaljfördelning

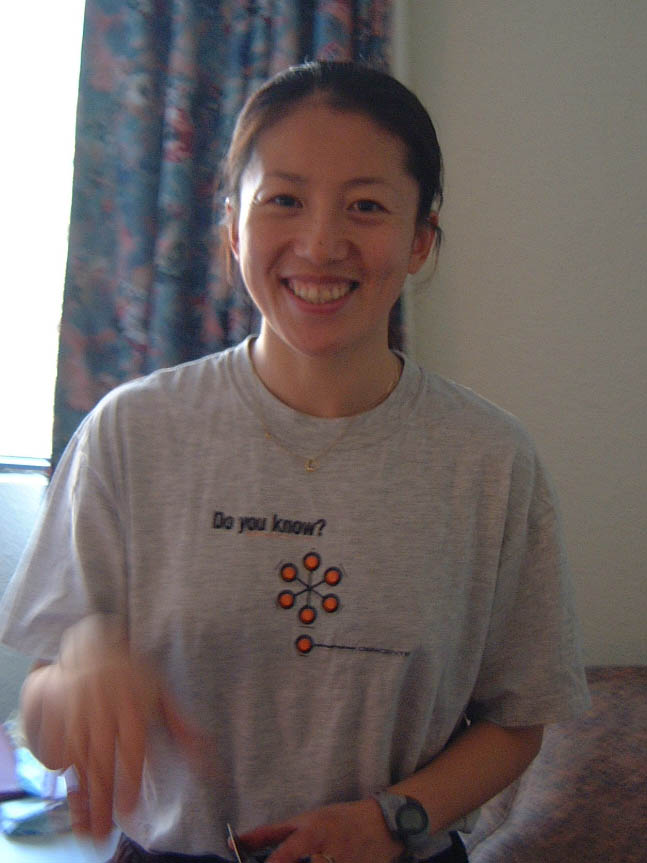
Kinesiskan Yang Yang (A) är en av nio idrottare som har vunnit fem eller fler medaljer i short track.

Listan inkluderar endast utövare som vunnit minst fyra medaljer.
| Namn                     | Nation             | Spel           | Guld | Silver | Brons | Totalt |
| ------------------------ | ------------------ | -------------- | ---- | ------ | ----- | ------ |
| Ahn Hyun-soo/ Viktor Ahn | Sydkorea/ Ryssland | 2002–2006 2014 | 6    | 0      | 2     | 8      |
| Meng Wang                | Kina               | 2006–2010      | 4    | 1      | 1     | 6      |
| Chun Lee-kyung           | Sydkorea           | 1994–1998      | 4    | 0      | 1     | 5      |
| Charles Hamelin          | Kanada             | 2006–2018      | 3    | 1      | 1     | 5      |
| Marc Gagnon              | Kanada             | 1994–2002      | 3    | 0      | 2     | 5      |
| Apolo Ohno               | USA                | 2002–2010      | 2    | 2      | 4     | 8      |
| Yang Yang (A)            | Kina               | 1998–2006      | 2    | 2      | 1     | 5      |
| François-Louis Tremblay  | Kanada             | 2002–2010      | 2    | 2      | 1     | 5      |
| Choi Eun-kyung           | Sydkorea           | 2002–2006      | 2    | 2      | 0     | 4      |
| Éric Bédard              | Kanada             | 1998–2006      | 2    | 1      | 1     | 4      |
| Cathy Turner             | USA                | 1992–1998      | 2    | 1      | 1     | 4      |
| Shim Suk-hee             | Sydkorea           | 2014–2018      | 2    | 1      | 1     | 4      |
| Park Seung-hi            | Sydkorea           | 2010-2014      | 2    | 0      | 3     | 5      |
| Lee Ho-suk               | Sydkorea           | 2006-2014      | 1    | 4      | 0     | 5      |
| Arianna Fontana          | Italien            | 2006–2018      | 1    | 2      | 5     | 8      |
| Wu Dajing                | Kina               | 2014–2018      | 1    | 2      | 1     | 4      |
| Yang Yang (S)            | Kina               | 1994–2002      | 0    | 4      | 1     | 5      |
| Li Jiajun                | Kina               | 1998–2006      | 0    | 2      | 3     | 5      |

### Medaljer efter år
- siffror i fetstil visar att landet tog flest medaljer i short track vid spelen.

| Nation                            | 1924–1988 | 1992 | 1994 | 1998 | 2002 | 2006 | 2010 | 2014 | 2018 | Totalt |
| --------------------------------- | --------- | ---- | ---- | ---- | ---- | ---- | ---- | ---- | ---- | ------ |
| Australien                        |           | –    | 1    | –    | 1    | –    | –    | –    | –    | 2      |
| Bulgarien                         |           | –    | –    | –    | 2    | 1    | –    | –    | –    | 3      |
| Italien                           |           | –    | 2    | –    | 1    | 1    | 1    | 3    | 3    | 11     |
| Japan                             |           | 1    | –    | 2    | –    | –    | –    | –    | –    | 3      |
| Kanada                            |           | 3    | 3    | 4    | 6    | 4    | 5    | 3    | 5    | 33     |
| Kina                              |           | 1    | 1    | 6    | 7    | 5    | 4    | 6    | 3    | 33     |
| Nordkorea                         |           | 1    |      | –    |      | –    | –    |      | –    | 1      |
| Nederländerna                     |           | –    | –    | –    | –    | –    | –    | 1    | 4    | 5      |
| Olympiska idrottare från Ryssland |           |      |      |      |      |      |      |      | 1    | 1      |
| OSS                               |           | 1    |      |      |      |      |      |      |      | 1      |
| Ryssland                          |           |      | –    | –    | –    | –    | –    | 5    |      | 5      |
| Storbritannien                    |           | –    | 1    | –    | –    | –    | –    | –    | –    | 1      |
| Sydkorea                          |           | 3    | 6    | 6    | 3    | 10   | 8    | 5    | 6    | 48     |
| Ungern                            |           | –    | –    | –    | –    | –    | –    | –    | 1    | 1      |
| USA                               |           | 2    | 4    | –    | 3    | 3    | 6    | 1    | 1    | 20     |